# Die Form
I Die Form sono un gruppo musicale industrial e elettro dark francese attivo dal 1977. Il nome Die Form significa La Forma in tedesco, con riferimento al movimento architettonico del Bauhaus, ed è anche un gioco di parole con il termine inglese deform (It. deformare) e quello francese difforme (It. privo di forma).

## Storia
Die Form è il progetto primario del musicista e artista multimediale Philippe Fichot. Ha iniziato verso la fine degli anni settanta a registrare e pubblicare alcune cassette dal contenuto sperimentale, ma il primo album a nome Die Form, Die Puppe, è stato pubblicato nel 1982. Fin dal periodo iniziale della creazione del progetto i concetti che ne costituivano la base erano evidenti: una combinazione di esperimenti elettronico - esoterici che elaboravano temi controversi e tabù - come l'erotismo, la morte ed altri, con un immaginario ispirato apertamente a pratiche sadomasochistiche - che traspariva sia dalla musica che dagli artwork degli album, anch'essi curati da Fichot.
Nel 1984 fu pubblicato Some Experience With Shock e il progetto si indirizzò verso uno stile maggiormente commerciale, direzione confermata da Poupée Mécanique, pubblicato nel 1987. Nel 1991 con l'album Corpus Delicti, è entrata a far stabilmente parte del progetto la cantante e modella Eliane P.. Nel disco successivo, Confessions del 1992 era presente il brano Silent Order che riscosse un certo successo come hit da ballo nel club alternativi di tutt'Europa; l'anno successivo venne pubblicato Ad Infinitum, che era stato registrato nel corso della stessa sessione di Corpus Delicti
I successivi lavori dei Die Form vedono enfatizzare il lato poetico ed emozionale della loro musica con la Trilogia delle Passioni, che inizia nel 1994 con Suspiria De Profundis, seguito l'anno successivo da L'âme électrique. L'album Duality del 1997 però non va a completare la trilogia perché Fichot sceglie di lasciarla incompleta.
Nel gennaio 2008 hanno pubblicato l'album The Bach Project, che come suggerisce il nome è ispirato alla musica di Johann Sebastian Bach. I Die Form hanno presentato questo lavoro nel corso dell'annuale manifestazione I giorni di Bach nella città tedesca di Lipsia, alla quale sono stati invitati, e per l'occasione hanno preparato un nuovo tipo di spettacolo dal vivo.

## Discografia

### Album
- 1982: Die Puppe (versione rimasterizzata pubblicata nel 2001 come Die Puppe II)
- 1983: Some Experiences with Shock (CD pubblicato nel 1986, ripubblicato nel 2001)
- 1987: Poupée Mécanique (ripubblicato nel 2001)
- 1988: Archives & Doküments (ripubblicato come 'Archives & Documents II' nel 1991 e rimasterizzato come Archives & Documents III nel 2001)
- 1988: Photogrammes (versione rimasterizzata pubblicata nel 2001)
- 1990: Corpus Delicti (CD rimasterizzato pubblicato nel 2001 come Corpus Delicti 2)
- 1991: Ad Infinitum (CD rimasterizzato pubblicato nel 2002)
- 1992: Confessions (CD rimasterizzato pubblicato nel 2001)
- 1994: Suspiria de Profundis (versione rimasterizzata pubblicata nel 2002)
- 1995: L'âme èlectrique (CD rimasterizzato pubblicato nel 2002)
- 1995: Museum of Ecstasy (doppio CD box, annunciato nel 1995 mai pubblicato)
- 1996: Vicious Circles: The Best Of
- 1997: Duality
- 1998: Histories (Raccolta)
- 2000: Extremum/XX
- 2001: AKT - Sideprojects & Experimental Collection
- 2004: InHuman
- 2006: ExHuman
- 2008: Bach Project
- 2009: Noir Magnétique
- 2010: Chronology - The Bain Total Years 77-85
- 2014: Rayon X
- 2017: Baroque Equinox
- 2021: Mental Camera

### Singoli
- 1979: Zoophilic Lolita / Tanz (split single con [Eva Johanna Reichstag], Bain Total)
- 1981: Situation Base / Gestual Equivoque (split 7” con Metabolist, Bain Total)
- 1984: Heart Of The Monster (Front de l'Est)
- 1986: Slow Love (12”, Attitudes)
- 1986: Face to Face, Vol. 1 (Split-LP con Asmus Tietchens)
- 1988: Poupée Mécanique / Sadia (New Rose)
- 1990: Savage Logic (12" & MCD, Parade Amoureuse)
- 1993: Tears of Eros (MCD, Hyperium)
- 1994: Silent Order / Re-Versions (MCD, Hyperium)
- 1994: Rose au Coeur Violet (MCD, Hyperium)
- 1996: Phenomena of Visitation (MCD, Hyperium)
- 1998: The Hidden Cage / Spiral (MCD, Trisol)
- 2000: Automatic Love (split 7" con The Nuns, Musical Tragedies)
- 2000: Deep Inside (MCD, Trisol)
- 2000: Rain of Blood (MCD, Trisol)
- 2001: Transgressions 2 (singolo promozionale pubblicato su internet in formato MP3)
- 2003: Zoopsia (MCD + video, Trisol)
- 2014: Schaulust
- 2017: Psychic Poison

### Video
- 1998: Videography Vol.1 (Video Compilation)

### Nastri (K-Cassettes)
- 1977: non pubblicato
- 1978: K.01 "I" (2 diverse copertine)
- 1978: K.02 KRYLON HERTZ "I" (C.20, e ripubblicazione C.30)
- 1980: ENDLESS K7 1 : FINE AUTOMATIC "Caddy Musak"
- 1980: ENDLESS K7 2 : FINE AUTOMATIC "Freezer Musak"
- 1980: ENDLESS K7 3 : FINE AUTOMATIC "Flipper Musak"
- 1981: ENDLESS K7 4 : DIE FORM "Disabled Landscape"
- 1981: K.04 "Virgin Flavour"
- 1981: K.05 KRYLON HERTZ "Smuggle Death"
- 1981: K.06 "Eva-Johanna REICHSTAG & DIE FORM : Memorial 78-79"
- 1982: K.08 FINE AUTOMATIC (C.60)
- 1982: K.10 CAMERA OBSCURA "1"
- 1982: K.11 CAMERA OBSCURA "2"
- 1982: K.12 CAMERA OBSCURA "3" & DIE FORM "Final Edition"
- 1982: K.14 "Le Plomb des Cartes" / "La Loge Infernale"
- 1983: K.16 MENTAL CODE "Flexible Music Vol. 2/3"
- 1983: K.19 "Excisions" (3 verschiedene Covers)
- 1983: K.20 "Archives & Doküments 1"
- 1985: K.22 "Du coeur humain"
- 1985: K.25 "Red Action" (co-produzione B.T./T.M.)
- 1985: K.27 FINE AUTOMATIC / D.F. SADIST SCHOOL "OrgasMechanism"
- 1985: K.28 GRAPH 4 "Messe Basse"
- 1985: K.29 "HURT" D.F. SADIST SCHOOL
- 1986: K.F. "Fetish 1" (C.50)
- 1986: K.04 "Virgin Flavour 2" C.60
- 1986: K.14 "Le Plomb des Cartes" / "La Loge Infernale" (C.90)
- 1986: K.X. "X.ACTION" (SADIST SCHOOL 1.984)
- 1987: K.30 "Die Puppe" (C.50)
- 1987: K.31 "Some Experiences With Shock"
- 1987: K.32 "Es lebe der Tod" (C.50)
- 1989: K.35 "Flexible Music vol.1" (ospite : DZ LECTRIC)
- 1998: "Limited Documents Vol. 1"

## Progetti collaterali

### D.sign- Progetto di Philippe Fichot, Éliane P. & Mark Verhaeghen (Klinik)
- 1988: D.sign (MCD, Antler Subway)

### D.F.sadist school
- 1990: Les 120 Journées de Sodome (Die Form Side-Project 1, Front de l'Est)
- 1991: Bacterium (Split-CD con Etant Donnés, Danceteria)
- 1995: The Visionary Garden (Die Form Side-Project 6, Hyperium)
- 2005: The Visionary Garden 2 (terza pubblicazione con traccia video, Ultra Mail Prod)

### Societe Anonyme- Die Form Solo Project
- 1991: S.A. 123 (Die Form Side-Project 2, Danceteria)

### Sombre Printemps
- 1991: Ambient & Film Music (Die Form Side-Project 3, Danceteria)
- 2011: Ambient & Film Music 1+2 (Out Of Line)

### Elektrode
- 1993: Die Operative Maschine (Die Form Side-Project 4, Hyperium)

### Ukiyo- Die Form e Aube
- 1994: Ukiyo (Die Form Side-Project 5, Hyperium/Hypnobeat)

### Die form ÷ Fine automatic
- 2015: "Vol. I + Vol. II" (Rotorelief)

### Die form ÷ Musique concrète
- 2015: "Cinema Obscura" (Bain Total/Trisol)

### Outre Mondes
- 2024: "Outre Mondes" (Bain Total)